# 101 Herculis
101 Herculis (101 Her) es una estrella en la constelación de Hércules de magnitud aparente +5,11.
Se encuentra, de acuerdo a la nueva reducción de los datos de paralaje de Hipparcos, a 328 años luz del sistema solar.
101 Herculis es una gigante blanca de tipo espectral A8III, no muy diferente de γ Herculis o de Seginus (γ Bootis).
Tiene una temperatura superficial de 7750 K y brilla con una luminosidad 79 veces mayor que la luminosidad solar.
Su velocidad de rotación proyectada —límite inferior de la misma— es de 42 km/s.
Presenta un contenido metálico comparable al solar ([Fe/H] = +0,08).
Es más masiva que el Sol, estimándose su masa en 3,6 masas solares.
La composición elemental de 101 Herculis muestra ciertas diferencias en relación con los niveles solares.
Varios elementos como sodio, samario y cobalto son sobreabundantes en relación con el Sol; en concreto, este último metal es 3 veces más abundante que en nuestra estrella.
En el otro extremo, los niveles de calcio y zirconio son inferiores a los solares.